# Ga Beomgye
Ga Beomgye là ga trên Tuyến 4 của mạng lưới Tàu điện ngầm Seoul. Nó ở giữa Ga Geumjeong và Ga Pyeongchon. Nó là vùng mới của Anyang, Gyeonggi-do hướng từ Seoul, nó là ga tàu điện ngầm cuối cùng của tuyến này. Nó mở cửa vào 4:30 sáng. Nó nối với cửa hàng bách hóa Lotte. Cửa hàng bách hóa Lotte mở cửa từ 2012.
Tên nhà ga cũng có nghĩa là "con hổ."

## Bố trí ga
| ↑ Pyeongchon |
| \| ２        |
| Geumjeong ↓  |

| １ | ● Tuyến 4 | ← Hướng đi Jinjeop |
| ２ | ● Tuyến 4 | → Hướng đi Oido →  |